# Rabe (Novi Kneževac)
Pour les articles homonymes, voir Rabe.
Rabe (en serbe cyrillique : Рабе ; en hongrois : Rábé) est un village de Serbie situé dans la province autonome de Voïvodine. Il fait partie de la municipalité de Novi Kneževac dans le district du Banat septentrional. Au recensement de 2011, il comptait 109 habitants à majorité hongroise.
Situé à la triple frontière entre la Serbie, la Roumanie et la Hongrie, un nouveau poste frontière cofinancé avec l'Union européenne a été créé en 2019 avec la Serbie pour réduire la situation isolée de ce village.

## Histoire
Le site archéologique de Siget Anka (sr) atteste de l'existence d'un important village dans le secteur habité pendant l'Âge du bronze.
Le nom d'un village Rabe est attesté au XIIIe siècle sous la dynastie hongroise Árpád.  
Au début du XXe siècle, le village était rattaché au comitat de Torontál du royaume de Hongrie. Suite au Traité de Trianon, le village est rattaché au Royaume des Serbes, Croates et Slovènes qui deviendra la Yougoslavie.
Comme le village voisin de Majdan, aussi limitrophe de la Hongrie, le village de Rabe est un lieu de passage des flux migratoires clandestins avec une population de migrant bien supérieur à la population du village,.

## Démographie

### Évolution historique de la population
| 1948 | 1953 | 1961 | 1971 | 1981 | 1991 | 2002 | 2011 | 2022 |
| ---- | ---- | ---- | ---- | ---- | ---- | ---- | ---- | ---- |
| 400  | 407  | 390  | 306  | 221  | 195  | 135  | 109  | 62   |

|  |